# إدوارد فيريرو
إدوارد فيريرو (بالإنجليزية: Edward Ferrero)‏ هو مصمم رقص وضابط أمريكي، ولد في 18 يناير 1831 في غرناطة في إسبانيا، وتوفي في 11 ديسمبر 1899 في نيويورك في الولايات المتحدة.